# Carolina Pulido Castro
Carolina Pulido Castro (Madrid, 1975) és una sociòloga, educadora social i política espanyola, regidora de l'Ajuntament de Madrid dins del Grup Municipal de Més Madrid des de 2019.
Nascuda el 1975 a Madrid, es va criar al barri d'Aluche. Es va llicenciar en sociologia per la Universitat Complutense de Madrid (UCM) i es va diplomar en educació social per la Universitat Nacional d'Educació a Distància (UNED). Va ampliar els seus estudis a la Universitat de La Salle, on es va especicalitzar en prevenció, atenció i intervenció en violència de gènere.
Pulido, que va ser una de les portaveus de Ganemos Madrid, va ser inclosa com a número 25 de la llista d'Ara Madrid per a les eleccions municipals de 2015 a Madrid encapçalada per Manuela Carmena. No va ser elegida. Activista de Madrid 129 (una plataforma sorgida de Ganemos Madrid), al desembre 2017 va signar el manifest La Apuesta Municipalista Continúa («L'Aposta Municipalista Continua») al costat d'altres activistes i de regidors vinculats a Ganemos Madrid, Madrid 129 i Esquerra Unida.
Inclosa com a candidata al número 20 de la llista de Més Madrid per a les eleccions municipals de 2019 a Madrid encapçalada per Manuela Carmena, no va resultar elegida regidora. No obstant això, va prendre possessió del càrrec de regidora de l'Ajuntament de Madrid el 29 de juliol de 2019, cobrint la vacant per renúncia de Carmena.